# Université préfectorale d'Ishikawa
L'université préfectorale d'Ishikawa (石川県立大学, Ishikawa kenritsu daigaku) est une univsersité publique située dans la ville de Nonoichi, préfecture d'Ishikawa au Japon. L'établissement prédécesseur de l'école est fondé en 1971 et reçoit son accréditation en tant qu'université en 2005.